# Denys Petruchno
Denys Oleksandrowytsch Petruchno (ukrainisch Денис Олександрович Петрухно; englische Transkription Denis Petrukhno; * 18. September 1989 in Kiew, Ukrainische SSR, Sowjetunion) ist ein ukrainischer Eishockeyspieler, der seit 2023 bei den Dundas Real McCoys im Allan Cup Hockey spielt.

## Karriere
Denys Petruchno begann seine Karriere als Eishockeyspieler in der Jugendabteilung des HK Sokol Kiew. Als 15-Jähriger ging er 2004 nach Nordamerika und spielte zunächst vier Jahre bei den Capital District Selects in der Eastern Junior Hockey League. Anschließend stand er zwei Jahre für die Springfield Jr. Blues in der North American Hockey League auf dem Eis. Im KHL Junior Draft 2010 wurde er in der fünften Runde von Budiwelnik Kiew gedraftet, das aber den Spielbetrieb nicht aufnahm. In der darauf folgenden Spielzeit spielte er daher er einzelne Spiele für die Laredo Bucks, die Knoxville Ice Bears, die Rome Frenzy und die Chi-Town Shooters. Anschließend kehrte er in die Ukraine zurück und spielte mit HK Charkiwski Akuly in der neugegründeten Professionellen Hockey-Liga. In der Saison 2012/13 gewann er mit dem HK Berkut, zu dem er inzwischen gewechselt war, zwar die Hauptrunde der Professionellen Hockey-Liga, sein Team wurde aber wegen finanzieller Schwierigkeiten nicht zu den Playoffs zugelassen. Ab 2013 gehörte er dem Kader des HK Donbass Donezk in der Kontinentalen Hockey-Liga an, wurde aber ausschließlich im Rahmen des IIHF Continental Cups bei Donbass eingesetzt. Nachdem wegen des Krieges in der Ostukraine kein Spielbetrieb in Donezk mehr möglich war, verbrachte er sie Spielzeit 2014/15 bei den Kasachen des HK Arlan Kökschetau und den Weißrussen von Metallurg Schlobin. Seit 2015 spielt er wieder für Donbass Donezk in der ukrainischen Liga und konnte dort 2016 den ukrainischen Titel erringen, wozu er als bester Verteidiger der Liga maßgeblich beitrug. 2017 konnte er mit Donbass den Titel verteidigen. Anschließend wechselte er zu Metallurg Nowokusnezk in die russische Wysschaja Hockey-Liga. Es folgten Stationen in Rumänien und Belarus, bevor er in die Ukraine zurückkehrte, wo er zunächst beim HK Mariupol spielte und 2021/22 für den HK Sokil Kiew auf dem Eis stand. Seit 2023 spielt er bei den Dundas Real McCoys im Allan Cup Hockey in Kanada.

### International
Im Nachwuchsbereich stand Petruchno für sein Heimatland zunächst bei den U18-Weltmeisterschaften 2006 und 2007 in der Division I auf dem Eis. Auch bei der U20-Junioren-Weltmeisterschaft 2009 nahm er mit der Ukraine an der Division II teil.
Für die ukrainische Eishockeynationalmannschaft der Herren nahm Petruchno an den Weltmeisterschaften der Division I 2012, 2013, 2014, 2016, 2018 und 2019 teil.

## Erfolge und Auszeichnungen
- 2013 Aufstieg in die Division I, Gruppe A, bei der Weltmeisterschaft der Division I, Gruppe B
- 2016 Ukrainischer Meister mit dem HK Donbass Donezk
- 2016 Bester Verteidiger der Ukrainischen Eishockeyliga
- 2016 Aufstieg in die Division I, Gruppe A, bei der Weltmeisterschaft der Division I, Gruppe B
- 2017 Ukrainischer Meister mit dem HK Donbass Donezk

## Statistik
(Stand: Ende der Spielzeit 2013/14)